# Начална скорост на куршума
Начална скорост (на куршума) е скоростта на движение на куршума при дулния срез на ствола.
За начална скорост се приема условната скорост, която е малко по-голяма от дулната и по-малка от максималната. Тя се определя по опитен път с последващи разчети. Дулната скорост силно зависи от дължината на ствола: колкото е по-дълъг ствола (цевта), толкова повече време барутните газове могат да въздействат на куршума, ускорявайки го. За пистолетните патрони дулната скорост е в рамките на 300 – 500 m/s, за междинните и винтовъчните е 700 – 1000 m/s.
Величината на началната скорост на куршума се указва в таблиците за стрелба и в бойните характеристики на оръжията.
При увеличение на началната скорост се увеличава далечината на полет на куршума, далечината на прекия изстрел, поразяващите свойства на куршума и пробивно действие на куршума, а също така се намалява под влиянието на външните условия на неговия полет.
Даже обикновените куршуми, които имат началната скорост над 1000 m/s, обладават мощно фугасно действие. Това фугасно действие има експанзивен ръст, при който началната скорост преминава границата от 1000 m/s.

## Основни фактори, влияещи върху началната скорост на куршума
- маса на куршума;
- маса на барутния заряд;
- форма и размер на зърната на барута (скоростта на изгаряне на барута).

## Допълнителни фактори, влияещи върху началната скорост на куршума
- дължина на ствола (цевта);
- температура и влажност на барутния заряд;
- плътността на зареждане;
- силите на триене между куршума и канала на ствола;
- температура на околната среда.

### Влияние на дължината на ствола
- Колкото е по-дълъг ствола, толкова повече време върху куршума действат барутните газове и толкова по-голяма е началната скорост. При постоянна дължина на ствола и постоянно тегло на барутния заряд началната скорост е толкова по-голяма, колкото е по-малка масата на куршума.

### Влияние на характеристиките на барутния заряд
- Формата и размера на барута оказват съществено влияние върху скоростта на горене на барутния заряд, а следователно, и върху началната скорост на куршума. Те се подбират по съответен начин при конструирането на оръжието.
- С повишаване на влажността на барутния заряд се намалява скоростта му на горене и началната скорост на куршума.
- С повишаване на температурата на барутния заряд се увеличава скоростта на горене на барута, а затова се увеличават и максималното налягане и началната скорост. При понижаване на температурата на заряда началната скорост намалява. Увеличението (намялаването) на началната скорост води до увеличаване (намаляване) на далечината на полета на куршума. Във връзка с това е необходимо да отчитат поправките за далечина според температурата на въздуха и заряда (температурата на заряда е примерно равна на температурата на въздуха).
- Изменението на масата на барутния заряд води до изменението на обема на барутните газове, а следователно, и до изменение на величината на максималното налягане в канала на ствола и началната скорост на куршума. Колкото по-голяма е масата на барутния заряд, толкова по-голямо е максималното налягане и началната скорост на куршума.

Дължината на ствола и масата на барутния заряд се увеличават при конструирането на оръжието до най-рационалните размери.